# Liste de racines grecques (lettre H)
Pour un article plus général, voir Racine grecque.
| Racine                                                             | Origine grecque                                                          | Sens | Exemples de mots comportant la racine |
| ------------------------------------------------------------------ | ------------------------------------------------------------------------ | --- | --- |
| hadr-                                                              | ἁδρός (hadrós)                                                           | abondant, épais, dru, gros, fort | Hadron, Hadrocodium, Hadrosaurus |
| hagi-, hagio-                                                      | ἅγιος (hágios)                                                           | Saint | Hagiasme, Hagiographie, Hagiologie, Hagionyme, Hagiorite, Hagioscope, Hagiotoponymie |
| halcy-                                                             | ἀλκυών,-υόνος (alkuốn,-uónos)                                            | Alcyon | voir alcy- |
| hali-, -halin, halo-1                                              | ἅλς, ἁλός (háls, (génitif) halós)                                        | Sel ; mer | Halichère, Halichondrie, Halicore, Halieutique, Halimodendron, Haliotis, Haliple, Halite, Halobate, Halobenthos, Haloclastie, Halocline, Halogène, Halogénohydrique, Halogénure, Halographie, Halohydrique, Haloïde, Halomètre, Halophile, Halophyte, Halothane, Sténohalin, Thermohalin |
| -halin                                                             | ἅλς, ἁλός (háls, (génitif) halós)                                        | Sel ; mer | voir hali- |
| halo-1,                                                            | ἅλς, ἁλός (háls, (génitif) halós)                                        | Sel ; mer | voir hali- |
| halo2                                                              | ἅλως (hálôs)                                                             | aire de battage, surface ronde et unie, nid d'oiseau, cercle lumineux autour du soleil ou de la lune                                    | Halo |
| hama-                                                              | ἅμα (háma)                                                               | Ensemble (adverbe), en même temps | Hamadryade, Hamamélis |
| hapax-                                                             | ἅπαξ (hápax)                                                             | Une fois (seulement) | Hapax, Hapaxépie |
| haplo- ; apl-                                                      | ἁπλόος(haplόos)                                                          | Simple | Haplobionte, Haplodiploïdisation, Haplographie, Haplogroupe, Haplogyne, Haploïde, Haplologie, Haplopétale, Haplophase, Haplorhinien, Haploscope, Haplotype ; Aplite, Aplodiorite, Aplogranite ; voir aussi -ploïdie |
| -hapt(o)- ; absi- ; -apse ; apside, -apside ; -aptique             | ἅπτω (háptô) → ἅψις (hápsis)                                             | Nouer, attacher, accrocher, toucher, atteindre → nœud, liaison, arc, voûte du ciel, courbure, jante, roue                               | Haptène, Hapticité, Haptique, Haptogène, Haptoglobine, Haptologie, Haptonème, Haptonomie, Haptopsychothérapie, Haptosynésie, Haptothérapeute, Haptotropisme, Syrrhapte ; Abside, Absidiole ; Synapse ; Apside, Anapside, Diapside, Euryapside, Périapside, Synapside, Thérapside ; Synaptique |
| -harmon-                                                           | ἁρμονία (harmonía)                                                       | Ajustement, assemblage, arrangement, harmonie, juste proportion                                                                         | Harmonica, Harmonie, Harmonieux, Harmonisation, Harmonium, Anharmonique, Dysharmonique, Enharmonie, Philharmonique |
| harp-                                                              | ἁρπάζω (harpázô) → Ἅρπυια (hárpuia) ; ἁρπαγή (harpagê)                   | Enlever, ravir → Harpyia (la ravisseuse), Harpyie (déesse des tempêtes) ; rapacité, avidité                                             | Harpacte, Harpacticus, Harpactor, Harpagon, Harpagophyton, Harpagoside, Harpale, Harpie, Harpon, Harpye |
| hébé- ; -èbe                                                       | ἥβη (hếbê)                                                               | Jeunesse, adolescence, signes de puberté                                                                                                | Hébé, Hébélome, Hébéphilie, Hébéphrénie ; Éphèbe |
| hécato-                                                            | ἑκατόν (hekatón)                                                         | Cent | voir hecto- |
| hect-                                                              | ἑκατόν (hekatón)                                                         | Cent | voir hecto- |
| -hecti- ; -hexie ; éti-                                            | ἔχω (ékhô) → ἑκτός (hektós) ; ἑκτικός (hektikós)                         | Porter, détenir, tenir, posséder → qu'on peut avoir ; habituel, qui dure, continu, hectique                                             | Hectique, Hectisie, Cachectique ; Cachexie ; Étique |
| hecto-, hect- ; hécato-                                            | ἑκατόν (hekatón)                                                         | Cent | Hectare, Hecto, Hectogone, Hectogramme, Hectolitre, Hectomètre, Hectopascal ; Hécatombe, Hécatombeion, Hécatonchires, Hécatonstyle |
| hédon-                                                             | ἡδονή (hêdonế)                                                           | Plaisir, jouissance, agrément | Hédonicité, Hédonisme, Anhédonie |
| -hèdr- ; -èdre, -édrie, -édrique                                   | ἕδρα (hédra)                                                             | Banc, base, siège, résidence | Hédrocèle ; Cathédrale, Cathèdre, Décaèdre, Dièdre, Dodécaèdre, Ephedra, Éphédrine, Ennéaèdre, Hémiédrie, Hendécaèdre, Heptaèdre, Hexaèdre, Holoédrie, Icosaèdre, Isoédrique, Mériédrie, Méthédrine, Octaèdre, Orthédrine, Parèdre, Pentaèdre, Polyèdre, Proédrie, Rhomboédrique, Tétartoédrique, Scalénoèdre, Tétraèdre, Trapèzoèdre, Trièdre |
| hégé- ; -égèse ; -ège2 ; -égét-, -égète                            | ἡγέομαι(hêgéomaï)                                                        | Guider, marcher devant, commander, diriger                                                                                              | Hégémon, Hégémone, Hégémonie, Hégésianax, Hégésippe ; Diégèse, Épexégèse, Exégèse ; Chorège, Épistratège, Géostratège, Nyctostratège, Stratège, Téléstratège, Thalamège ; Exégète, Cynégétique, Diégétique |
| hél-                                                               | ἥλιος (hếlios)                                                           | Soleil | voir -hélio- |
| héli-1                                                             | ἕλιξ (hélix)                                                             | Spirale | voir -hélic- |
| héli-2                                                             | ἥλιος (hêlios)                                                           | Soleil | voir -hélio- |
| -hélic- ; helix ; héli-1                                           | ἕλιξ (hélix)                                                             | Spirale | Hélicase, Hélice, Hélicicole, Héliciculture, Hélicide, Hélicidine, Hélicien, Hélicier, Helicinae, Hélicines, Hélicisme, Hélicité, Hélicobite, Hélicoïde, Hélicon, Heliconius, Héliconiades, Hélicopode, Hélicoptère, Hélicotréma, Hélictite, Hélicule ; Helix1, Helix2, Helix3, Anthélix ; Héliport, Héliportage, Hélisurface, Hélitreuillage |
| -hélio-, héli-2 ; hél- ; -éli-                                     | ἥλιος (hêlios)                                                           | Soleil | Hélianthème, Hélianthine, Héliaque, Héliocentrique, Héliodore, Héliostat, Héliosynchrone, Héliothérapie, Héliotrope, Hélium, Parhélie, Périhélie ; Hélène ; Aphélie, Éphélide |
| helix                                                              | ἕλιξ (hélix)                                                             | Spirale | voir -hélic- |
| hellad-                                                            | Ἑλλάς, -άδος (Hellás, -ádos) ; ἕλλην (héllên)                            | Thessalie du sud, Grèce continentale ; grec, hellène                                                                                    | voir hellèn- |
| hellan-                                                            | Ἑλλάς, -άδος (Hellás, -ádos) ; ἕλλην (héllên)                            | Thessalie du sud, Grèce continentale ; grec, hellène                                                                                    | voir hellèn- |
| hellébor- ; ellébor- ; alibor-                                     | ἑλλέβορος (helléboros)                                                   | Ellébore | Hellébore ; Ellébore ; Aliboron |
| hellèn-, hellén- ; hellan-, hellad-                                | Ἑλλάς, -άδος (Hellás, -ádos) ; ἕλλην (héllên)                            | Thessalie du sud, Grèce continentale ; grec, hellène                                                                                    | Hellène, Hellènes, Hellénique, Hellénisme, Helléniste, Hellénistique, Hellénophone ; Hellanikos, Hellade, Helladius |
| -helminth-                                                         | ἕλμινς, -ινθος (hélmins, -inthos)                                        | Ver intestinal | Helminthe, Helminthiase, Helminthosporiose, Anthelminthique, Némathelminthe, Plathelminthe |
| hèm-                                                               | αἷμα, -ατος (haĩma, -atos)                                               | Sang | voir hémo- |
| -héma                                                              | αἷμα, -ατος (haĩma, -atos)                                               | Sang | voir hémo- |
| hémat-                                                             | αἷμα, -ατος (haĩma, -atos)                                               | Sang | voir hémo- |
| -hémér-, -hémèr- ; -émér-, -émère                                  | ἥμερα (hếmera)                                                           | Jour | Héméralopie, Hémérobe, Hémérocalle, Hémérodrome, Hémérologie, Hémérothèque, Ahémère, Évhémérisme, Nycthémèral ; Éphémère, Éphéméride |
| hémi-                                                              | ἥμισυς (hếmisus)                                                         | Demi | Hémialgie, Hémianopsie, Hémiataxie, Hémiglossite, Hémilysien, Hémione, Hémiopie, Hémiparésie, Hémiphonie, Hémiplégie, Hémiptère, Hémiptéronote, Hémispasme, Hémisphère, Hémistiche, Hémitropie |
| hémo-, hèm- ; hémat- ; -émie                                       | αἷμα, -ατος (haĩma, -atos)                                               | Sang | Hème, Hémoculture, Hémocyanine, Hémodialyse, Hémoglobine, Hémophile, Hémopoiétine, Hémorragie, Hémorroïde, Hémostase, Hyphéma ; Hématobie, Hématoblaste, Hématocèle, Hématocrite, Hématodermie, Hématologie, Hématome, Hématophage, Hématopoïèse, Hématosalpinx, Hématoxyline, Hématozoaire ; Acétonémie, Alcoolémie, Anémie, Anoxémie, Azotémie, Calcémie, Cholestérolémie, Glycémie, Hypercalcémie, Hypoglycémie, Ischémie, Kaliémie, Leucémie, Septicémie, Thalassémie, Toxémie, Tularémie, Urémie |
| -hen-                                                              | (forme neutre de l'adjectif numeral) εἷς, μία, ἕν (heĩs, mía, hén)       | Un, une, un | Hendiadys, Hyphen |
| hendéca-                                                           | ἕνδεκα (héndeka)                                                         | Onze | Hendécaèdre, Hendécagone, Hendécandrie, Hendécasyllabe ; voir aussi undéca- et endéca- |
| hépar- ; hépat-                                                    | ἧπαρ, -ατος (hễpar, -atos)                                               | Foie | Héparine ; Hépatalgie, Hépatectomie, Hépatique, Hépatite, Hépatoblastome, Hépatocarcinome, Hépatocèle, Hépatocystique, Hépatocyte, Hépatologie, Hépatome, Hépatonéphrite, Hépatorraphie, Hépatostomie |
| hépat-                                                             | ἧπαρ, -ατος (hễpar, -atos)                                               | Foie | voir hépar- |
| hépha-, héphes-                                                    | Ἥφαιστος (Hếphaistos)                                                    | Héphaistos (dieu du feu et des forgerons)                                                                                               | Héphaistos, Héphestion1, Héphestion2 |
| hept-, -hepta-                                                     | ἑπτά (heptá)                                                             | Sept | Heptacontagone, Heptacorde, Heptaèdre, Heptagone, Heptagramme, Heptagyne, Heptaméron, Heptamètre, Heptaminol, Heptanal, Heptane, Heptanoïque, Heptanol, Heptanone, Heptaptyque, Heptarchie, Heptasyllabe, Heptathela, Heptathlon, Heptyle, Cycloheptane |
| Héra-, Héro-2 ; herc-                                              | Ἥρα (Hếra)                                                               | (déesse) Hêra | Herculanum, Hercule, Herculéen ; Héracleion, Héraclès, Héraclide, Héraclite, Héraklion, Hérodicos, Hérodore, Hérodote, Hérostrate, Hérophile |
| herc-                                                              | Ἥρα (Hếra)                                                               | (déesse) Hêra | voir Héra- |
| hérés-, hérét-                                                     | αἵρεσις (haírésis)                                                       | Prise, choix, école philosophique, secte religieuse                                                                                     | voir -érèse |
| hérét-                                                             | αἵρεσις (haírésis)                                                       | Prise, choix, école philosophique, secte religieuse                                                                                     | voir -érèse |
| herm-1                                                             | ἑρμηνεύω (hermêneúô) → Ἑρμῆς (Hermếs)                                    | Interpréter, traduire → (dieu) Hermès (interprète et messager des Dieux)                                                                | Hermaphrodite, Herméneutique, Hermès, Hermétique, Hermétisme, Hermopolis, Hermippe |
| -herm-2                                                            | ἕρμα, -ατος (hérma, -atos)                                               | Écueil, récif, corail | Hermatypique, Hermelle, Bioherme |
| héro-1                                                             | ἥρως (hếrôs)                                                             | Demi-dieu, héros | Hérode, Hérodiade, Hérodien, Héroïde, Héroïne1, Héroïne2, Héron (mathématicien grec), Héros |
| Héro-2                                                             | Ἥρα (Hếra)                                                               | (déesse) Hêra | voir Héra- |
| herp-                                                              | ἕρπω(hérpô) ; ἕρπης (hérpês) ; ἑρπετόν (herpetón)                        | Se traîner, ramper ; dartre ; rampant, reptile, serpent                                                                                 | voir herpét- |
| herpét-, herp- ; -erp-                                             | ἕρπω(hérpô) ; ἕρπης (hérpês)5 ; ἑρπετόν (herpetón)                       | Se traîner, ramper ; dartre ; rampant, reptile, serpent                                                                                 | Herpangine, Herpès, Herpétisme, Herpétologie, Herpétophobie, Herpétomonas ; Caulerpe, Erpétophobie, Serpent |
| hésych-                                                            | Ἡσυχία (Hêsykhía)                                                        | La Tranquillité (personnifiée) | Hésychios |
| hétéro-                                                            | ἕτερος (héteros)                                                         | Autre | Hétéradelphe, Hétérandre, Hétéranthère, Hétérocarpie, Hétérocère, Hétérocerque, Hétérochromie, Hétérochronie, Hétéroclite, Hétérocycle, Hétérodidacte, Hétérodiégétique, Hétérodontie, Hétérodoxie, Hétérodyme, Hétérogamie, Hétérogène, Hétérolyse, Hétérométabole, Hétéronyme, Hétéropage, Hétérophyllie, Hétéropode1, Hétéropode2, Hétéroptère, Hétérorexie, Hétéroscédasticité, Hétérosexuel, Hétéroside, Hétérosis, Hétérosome, Hétérotaxie, Hétérothallisme, Hétérotopie, Hétérotrophie, Hétérozygote |
| heuris- ; eur-1                                                    | εὑρίσκω (heurískô)                                                       | Trouver | Heuristique ; Eurêka, Euristique |
| hex-                                                               | ἕξ(héx)                                                                  | Six | voir -hexa- |
| -hexa-, hex- ; -exa-                                               | ἕξ(héx)                                                                  | Six | Hexaèdre, Hexagone, Hexagramme, Hexamètre, Hexanal, Hexane, Hexanoïque, Hexanol, Hexapode, Hexaptyque, Hexasyllabe, Hexite, Hexoctaèdre, Hexogène, Hexolite, Hexose, Hexyle, Cyclohexane ; Exa |
| -hexie                                                             | ἔχω (ékhô) → ἑκτός (hektós) ; ἑκτικός (hektikós)                         | Porter, détenir, tenir, posséder → qu'on peut avoir ; habituel, qui dure, continu, hectique                                             | voir -hecti- |
| hibisc-                                                            | ἰβίσκος (hibíscos)                                                       | Guimauve | Hibiscus |
| -hidr- ; -idrose                                                   | ἵδρως(hidrốs)                                                            | Sueur | Hidradénome, Hidrorrhée, Hidrosadénite, Hidrose, Anhidrose, Chromhidrose, Dyshidrose, Urhidrose ; Anidrose, Bromidrose, Hématidrose, Osmidrose |
| hiéra-                                                             | ἱερός (hierós)                                                           | Sacré | voir hiéro- |
| hiéraco-, hiérako-                                                 | ἱερός (hierós)                                                           | Sacré | voir hiéro- |
| hiéro-, hiero-, hiéra- ; hiéraco-, hiérako- ; Jérô-, Gero-, Giro-2 | ἱερός (hierós)                                                           | Sacré | Hiérapolis, Hiérarchie, Hiératique, Hiérodule, Hiérogamie, Hiéroglyphe, Hiéromancie, Hiéromnémon, Hiéron, Hiéronymite, Hieronymus, Hiérophante ; Hiéracocéphale, Hiérakonpolis ; Jérôme ; Geronimo, Girolamo |
| -hipp-                                                             | ἵππος (híppos)                                                           | Cheval | voir hippo- |
| hippo-, -hipp- ; -ipp-                                             | ἵππος (híppos)                                                           | Cheval | Hippanthrope, Hipparchie, Hipparion, Hipparque1, Hipparque2, Hippase, Hippias, Hippiatrie, Hippisme, Hippobosque, Hippocampe, Hippocastaneum, Hippocrate, Hippodrome, Hippogriffe, Hippolyte, Hippomaque, Hippomédon, Hippophagie, Hippopotame, Hippotrague, Hippurique, Hippuris, Astrohippus, Éohippus, Éphippigère, Hégésippe, Hermippe, Miohippus, Orohippus, Pliohippus, Xanthippe ; Chrysippe, Mélanippe, Philippe, Philippines, Philippiques |
| -hist-                                                             | ἵστημι (hístêmi) → ἱστός(histós)                                         | Placer debout, dresser, ériger, se tenir debout, être fixe → objet dressé (bâton, verge, poteau), mât de navire, métier à tisser, tissu | voir -histo- |
| -histo-, -hist-                                                    | ἵστημι (hístêmi) → ἱστός(histós)                                         | Placer debout, dresser, ériger, se tenir debout, être fixe → objet dressé (bâton, verge, poteau), mât de navire, métier à tisser, tissu | Histamine, Histidine, Histiocyte, Histioteuthis, Histocompatibilité, Histogenèse, Histogramme, Histologie, Histolyse, Histone, Histoplasmose, Antihistaminique |
| histoir-                                                           | ἱστορία(historía)                                                        | Recherche, information, connaissance, récit                                                                                             | voir histor- |
| histor- ; histoir-                                                 | ἱστορία(historía)                                                        | Recherche, information, connaissance, récit                                                                                             | Historial, Historicité, Historié, Historien, Historiette, Historique, Historiographie, Préhistorique, Protohistorien ; Histoire |
| hodo- ; -odique2 ; odo-, -ode2 ; -odie2                            | ὁδός (hodόs)                                                             | Chemin, route | Hodochrone, Hodographe, Hodomètre, Hodoscope, Hodotermes ; Anodique, Cathodique, Méthodique, Palinodique, Synodique ; Odomètre, Odonymie, Anode, Cathode, Diode, Dynode, Électrode, Épanode, Exode, Méthode, Période, Synode ; Palinodie |
| -hol                                                               | ὅλος (hólos)                                                             | Entier, tout, complet | voir holo- |
| holo-, -hol ; ol(o)-                                               | ὅλος (hólos)                                                             | Entier, tout, complet | Holistique, Holoblastique, Holocauste, Holocène, Holocentre, Holocéphale, Holocrine, Holoédrie, Hologamie, Hologramme, Hologynique, Holomètre, Holomorphe, Holonymie, Holoside, Holothurie, Holotype ; Olographe |
| homéo-, homo- ; -omal- ; -omée                                     | ὁμός (homόs) ; ὅμοιος (hómoios) ; ὁμαλός (homalós) ; ἀνώμαλος (avốmalos) | Même, semblable ; semblable, analogue ; uni, de surface régulière ; inégal, inconstant, irrégulier, déséquilibré, mal disposé           | Homéomère, Homéomorphe, Homéopathe, Homéoptote, Homéostatique, Homéotherme, Homéotéleute, Homochromie, Homocinétisme, Homocyclique, Homodontie, Homofocal, Homogamie, Homogène, Homographie, Homogreffe, Homolécithe, Homologie, Homolyse, Homomorphe, Homonomie, Homonymie, Homophone, Homopolaire, Homosexuel, Homosphère, Homosporie, Homothétie, Homotopie, Homoxylé ; Anomal, Anomalie, Anomaloscope, Anomalon, Anomoure, Deutéranomalie, Protanomalie, Tritanomalie ; Ipomée |
| homo-                                                              | ὁμός (homόs) ; ὅμοιος (hómoios) ; ὁμαλός (homalós) ; ἀνώμαλος (avốmalos) | Même, semblable ; semblable, analogue ; uni, de surface régulière ; inégal, inconstant, irrégulier, déséquilibré, mal disposé           | voir homéo- |
| hopl- ; -opl-                                                      | ὅπλον (hóplon)                                                           | Bouclier, armement, armure | Hoplite ; Anoplura |
| hor-                                                               | ὥρα (hốra)                                                               | Heure | voir horo-1 |
| -hore                                                              | ὁράω (horáô) → ὅραμα(hόrama)                                             | Voir → Spectacle | voir -orama |
| -horis-                                                            | ὅρος>(hóros) → ὁρίζω(horízô) ; ὁρίζων (horízôn)                          | Borne, limite, frontière → borner, limiter ; ligne qui borne la vue, horizon                                                            | voir horiz- |
| horiz-, -horis-, horo-2, -oris- ; -ori-                            | ὅρος(hóros) → ὁρίζω(horízô) ; ὁρίζων (horízôn)                           | Borne, limite, frontière → borner, limiter ; ligne qui borne la vue, horizon                                                            | Horizon, Horizonte, Horocycle, Horoptère, Horosphère, Horotrope, Aphorisme, Trans-horizon ; Aoriste, Diorite, Granodiorite |
| horm-                                                              | ἐρέθω(eréthô) → ἐρεθισμός (erethismós)                                   | Provoquer, exciter, irriter → irritation, provocation                                                                                   | voir éréth- |
| horo-1, hor-                                                       | ὥρα (hốra)                                                               | Heure | Horidictique, Horloge, Horodateur, horodictique, Horographie, Horologe1, Horologe2, Horométrie, Horoscope |
| horo-2                                                             | ὅρος(hóros) → ὁρίζω(horízô) ; ὁρίζων (horízôn)                           | Borne, limite, frontière → borner, limiter ; ligne qui borne la vue, horizon                                                            | voir horiz- |
| huître                                                             | ὀστέον(ostéon) ; ὄστρεον(óstreon) ; ὄστρακον (óstrakon)                  | Os ; huître ; coquille | voir ostr- |
| hyacinth-, jacinth- ; -zirco-                                      | ὑάκινθος (huákinthos)                                                    | Fleur bleue ou violette, jacinthe, pied d'alouette, Améthyste                                                                           | Hyacinthe, Hyacinthine ; Jacinthe ; Zircon, Zirconite, Zirconium, Zirconyle, Zircothermie, Titano-zirconate |
| Hyad-                                                              | ὕω (húô) → ὑετός (huetós) ; Ὑάδες (Huádes)                               | Faire pleuvoir, pleuvoir → Pluie forte ou continue, Hyades (nymphes des pluies)                                                         | voir -hyèt- |
| hyal(o)-                                                           | ὕαλος (húalos)                                                           | Verre, transparent, vitreux | Hyalin, Hyalite, Hyaloclastite, Hyaloïde, Hyalonema, Hyalophane, Hyaloplasme, Hyalopterus, Hyaluronique, Hyalophane |
| hybri-                                                             | ὕβρις,(húbris) → (latin) hy̆brida                                         | Tout ce qui dépasse la mesure, excès, outrage → hybride                                                                                 | voir -hybrid- |
| -hybrid- ; hybri-                                                  | ὕβρις,(húbris) → (latin) hy̆brida                                         | Tout ce qui dépasse la mesure, excès, outrage ; hybride                                                                                 | Hybridation, Hybride, Hybridité, Hybridome, Monohybridisme ; Hybris |
| hyd-                                                               | ὕδωρ(húdôr)                                                              | Eau | voir -hydro- |
| hydn-                                                              | ὕδνον (húdnon)                                                           | Sorte de tubercule, truffe | Hydne, Hydnelle, Hydnocarpus, Hydnophytum |
| hydr-                                                              | ὕδωρ(húdôr)                                                              | Eau | voir -hydro- |
| -hydro-, hydr- ; hyd- ; -ydre                                      | ὕδωρ(húdôr)                                                              | Eau | Hydra, Hydrachnidé, Hydracide, Hydragogue, Hydraire, Hydrangée, Hydranthe, Hydrargyre, Hydraste, Hydrate, Hydraulique, Hydravion, Hydrazine, Hydrazone, Hydre, Hydrémie, Hydrencéphalie, Hydrobatidé, Hydrobenzoïne, Hydrocarbure, Hydrocèle, Hydrocéphale, Hydrocharis, Hydrochorie, Hydroclastie, Hydrocolloïde, Hydro-cortisone, Hydrocotyle, Hydrocraquage, Hydrocution, Hydrocyon, Hydrocyste, Hydrodynamique, Hydroélectricité, Hydrofuge, Hydrogène, Hydrogéologie, Hydroglisseur, Hydrographie, Hydrohalite, Hydrolat, Hydrolienne, Hydrolithe, Hydrologie, Hydrolyse, Hydromancie, Hydromassage, Hydromel, Hydrométrie, Hydromorphie, Hydronéphrose, Hydronymie, Hydrophane, Hydrophile, Hydrophobie, Hydropisie, Hydroplane, Hydropulseur, Hydrorrhée, Hydrostatique, Hydrosulfite, Hydrosulfure, Hydrothèque, Hydrothermalisme, Hydrotimétrique, Hydroxyde, Hydroxylation, Hydrozoaire, Hydrure, Bromhydrique, Chlorhydrique, Cyanhydrique, Fluorhydrique, Iodhydrique, Sulfhydrique ; Hydantoïne, Hydarthrose, Hydatide, Hydatidose ; Chélydre, Clepsydre |
| -hyèt- ; Hyad-                                                     | ὕω (húô) → ὑετός (huetós) ; Ὑάδες (Huádes)                               | Faire pleuvoir, pleuvoir → Pluie forte ou continue ; Hyades (nymphes des pluies)                                                        | Isohyète ; Hyades |
| -hygi-                                                             | ὑγιαίνω (hugiaínô) → ὑγίεια (hugíeia)                                    | Se bien porter, être en bonne santé, guérir → bonne santé, médecine, guérison                                                           | Hygiaphone, Hygiène, Hygiénique, Hygiéniste, Antihygiénique |
| hygr(o)-                                                           | ὑγρός (hugrós)                                                           | Humidité | Hygrobaroscope, Hygrocérame, Hygrocollyre, Hygrodermie, Hygromètre, Hygromycine, Hygronome, Hygrophilie, Hygrophyte, Hygroscopique, Hygrostat, Hygrotropisme |
| -hyl- ; -yle ; -yl- ; -ylique                                      | ὕλη (húlê)                                                               | Forêt, taillis, bois, matière, substance                                                                                                | Hylémorphisme, Hylétique, Hylotrupes, Hylozoïsme, Diméthylamine ; Acétyle, Alkyle, Allyle, Aryle, Benzyle, Butyle, Carbonyle, Carboxyle, Éthyle, Heptyle, Hexyle, Hydroxyle, Méthyle, Octyle, Pentyle, Phényle, Propyle, Uranyle, Vinyle ; Acétylène, Éthylbenzène ; Cacodylique, Caprylique, Salicylique |
| hymen-1, hymén-1, hyméno-, hymeno-                                 | ὑμήν,(humến)                                                             | Membrane | Hymen, Hymenaster, Hyménium, Hymenocallis, Hymenocarpos, Hymenodictyon, Hyménogonie, Hymenolobium, Hyménomycète, Hyménophore, Hyménoplastie, Hyménopode, Hyménoptère, Hymenosporum, Hymenostome, Hyménotomie, Oligohymenophorée |
| hymen-2, hymén-2,                                                  | ὑμήν,(humến)                                                             | Cri de joie, noce, mariage, | Hymen, Hyménée |
| hyméno-, hymeno-                                                   | ὑμήν,(humến)                                                             | Membrane | voir hymen-1 |
| hymn-                                                              | ὕμνος (húmnos)                                                           | Chant, hymne, chant nuptial, chant de deuil                                                                                             | Hymne |
| hyo-                                                               | ὑοειδής (huoeidếs)                                                       | En forme d'upsilon (υ, Υ) | voir hyoïd- |
| hyoïd- ; hyo-                                                      | ὑοειδής (huoeidếs)                                                       | En forme d'upsilon (υ, Υ) | Hyoïde, Hyo-hyoïdien, Génio-hyoïdien, Mylo-hyoïdien, Omo-hyoïdien, Sterno-hyoïdien, Stylo-hyoïdien, Thyro-hyoïdien ; Hyoépiglottique, Hyoglosse, Hyo-hyoïdien, Hyo-pharyngien, Hyo-thyroïdien |
| hyos- ; jus-                                                       | ὕς, -ὑός (hũs, -huós) (génitif)                                          | Porc | Hyoscine, Hyoscyamine, Hyoscyamus, Hyoséride ; Jusquiame |
| hyp-                                                               | ὑπό (hupó)                                                               | Au-dessous (préposition et adverbe) | voir hypo- |
| hypat-                                                             | ὕπατος (húpatos)                                                         | Suprême, au plus haut, dernier | Hypatie |
| hyper-                                                             | ὑπɛ̀ρ (hupèr)                                                             | Au-dessus, au-delà (préposition et adverbe)                                                                                             | Hyperacousie, Hyperactivité, Hyperbare, Hyperbate, Hyperbole, Hyperboréens, Hyperémie, Hypergol, Hyperhypotaxe, Hypermarché, Hypermétrope, Hypermnésie, Hypéron, Hyperonymie, Hypertension |
| hyph-1                                                             | ὑπό (hupó)                                                               | Au-dessous (préposition et adverbe) | voir hypo- |
| hyph-2                                                             | ὑφαίνω (huphaínô)                                                        | Tisser | Hyphaene, Hyphe, Hypholome |
| hypn-                                                              | ὕπνος (húpnos)                                                           | Sommeil | voir hypno- |
| hypno-, hypn-                                                      | ὕπνος (húpnos)                                                           | Sommeil | Hypnagogique, Hypnose, Hypnotisme, Hypnotique |
| hypo- ; hyp- ; hyph-1 ; ypo-                                       | ὑπό (hupó)                                                               | Au-dessous (préposition et adverbe) | Hypochlorite, Hypocrisie, Hypodiégétique,Hypoglycémie, Hyponomeute, Hyponymie, Hypophyse, Hypostase, Hypostyle, Hypotaxe, Hypoténuse, Hypothèse, Hypotypose, Hypozeuxe ; Hypacrosaurus, Hypallage, Hyparque, Hypatie, Hypengyophobie, Hypèthre, Hypoxémie, Hypoxie ; Hyphéma, Hyphen, Hyphérèse ; Yponomeute |
| -hyps(o)-                                                          | ὕψος (húpsos)                                                            | Hauteur | Hypsarythmie, Hypsilophodon, Hypsochrome, Hypsographie, Hypsomètre, Isohypse |
| hysop-                                                             | ὕσσωπος (hússôpos)                                                       | Hysope | Hysope |
| hystér-                                                            | ὕστερος (hústeros) ; ὑστέρα (hustéra)                                    | Qui vient après (chronologiquement ou hiérarchiquement), subordonné, inférieur (hiérarchiquement ou spatialement) ; matrice             | voir hystéro- |
| hystéro-, hystér- ; utérus                                         | ὕστερος (hústeros) ; ὑστέρα (hustéra)                                    | Qui vient après (chronologiquement ou hiérarchiquement), subordonné, inférieur (hiérarchiquement ou spatialement) ; matrice             | Hystérectomie, Hystérie, Hystérésis, Hystéroscopie ; Utérus |